# Personatges de Lost
Aquest article conté informació sobre els personatges de la sèrie de televisió estatunidenca Lost.

## Principals
| Personatge          | Temporades                            | Intèrpret                | Descripció |
| ------------------- | ------------------------------------- | ------------------------ | --- |
| Kate Austen         | Totes                                 | Evangeline Lilly         | Fugitiva |
| Juliet Burke        | 3, 4                                  | Elizabeth Mitchell       | Doctora en fertilitat, va formar part de The Others                                                                           |
| Boone Carlyle       | 1, recurrent a 2 i 3                  | Ian Somerhalder          | Treballador d'una empresa de bodes                                                                                            |
| Ana Lucia Cortez    | 2, recurrent a 1                      | Michelle Rodriguez       | Guàrdia de seguretat, expolicia                                                                                               |
| Michael Dawson      | 1-2, 4                                | Harold Perrineau         | Constructor i artista |
| Sr. Eko             | 2 - 3                                 | Adewale Akinnuoye-Agbaje | Sacerdot, extraficant de drogues                                                                                              |
| Daniel Faraday      | 4                                     | Jeremy Davies            | Científic i professor de física                                                                                               |
| Nikki Fernandez     | 3                                     | Kiele Sanchez            | Estafadora i actriu |
| James "Sawyer" Ford | Totes                                 | Josh Holloway            | Estafador |
| Desmond Hume        | 3 - 4, recurrent a 2                  | Henry Ian Cusick         | Resident de El Cisne, yatista, exmonjo, exsoldat i exdissenyador                                                              |
| Sayid Jarrah        | Totes                                 | Naveen Andrews           | Cap de comunicacions i torturador de la Guàrdia Republicana Iraquiana                                                         |
| Jin-Soo Kwon        | Totes                                 | Daniel Dae Kim           | Empleat de Paik, expescador, extreballador d'hotel                                                                            |
| Sun-Hwa Kwon        | Totes                                 | Yunjin Kim               | Mestressa de casa |
| Charlotte Lewis     | 4                                     | Rebecca Mader            | Arqueòloga |
| Libby               | 2                                     | Cynthia Watros           | Autoproclamada psicòloga |
| Ben Linus           | 3 - 4, recurrent a 2 (com Henry Gale) | Michael Emerson          | Líder de The Others, extreballador de la Iniciativa DHARMA                                                                    |
| Claire Littleton    | Totes                                 | Emilie de Ravin          | Treballadora d'una botiga de tatuatges                                                                                        |
| Walt Lloyd          | 1, recurrent a 2 i 3                  | Malcolm David Kelley     | Estudiant de primària |
| John Locke          | Totes                                 | Terry O'Quinn            | Antic treballador d'una empresa de caixes, una empresa d'inspecció de cases, una jogueteria i una granja de conreu de drogues |
| Charlie Pace        | 1- 3                                  | Dominic Monaghan         | Músic de rock |
| Paulo               | 3                                     | Rodrigo Santoro          | Estafador i xef |
| Hugo "Hurley" Reyes | Totes                                 | Jorge Garcia             | Milionari, extreballador d'una empresa de menjar ràpid                                                                        |
| Shannon Rutherford  | 1-2, recurrent a 3                    | Maggie Grace             | Professora de ballet |
| Jack Shephard       | Totes                                 | Matthew Fox              | Cirurgià |
| Miles Straume       | 4                                     | Ken Leung                | Mèdium |

## Charlie Pace

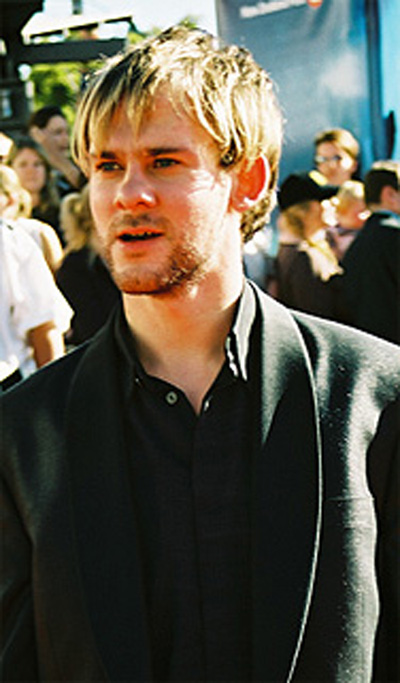
Dominic Monaghan interpreta en Charlie Pace a Lost.

En Charlie Pace és un dels personatges principals de la sèrie de televisió Lost (Perduts) interpretat per l'actor Dominic Monaghan. Charlie Pace és una estrella de rock anomenada Drive Shaft al costat del seu germà Liam, qui va caure en el món de la droga i va fer que el seu germà seguís el seu mateix camí, encara que per a ell l'important era la música. Al llarg de la història en Charlie va recordant els seus moments a la banda i la seva vida passada, entre ells quan robava per a aconseguir droga. Entre els seus flashbacks també apareix la història en què va intentar deixar les drogues i aconseguir un lloc respectable per una noia. Just abans de l'accident, en Charlie havia volat a Sidney, on vivia ara un rehabilitat Liam al costat de la seva família. Anava a proposar-li tornar a ajuntar-se com a grup i fer una gira.
A l'illa, en Charlie està intentant, amb l'ajuda d'en Locke, deixar la seva addicció a l'heroïna, però és molt dur per ell. Té una relació especial amb la Claire, a la qual cuida, així com al nadó d'ella, l'Aaron. A la mà esquerra té, en 4 dits une benes i en cadascuna d'elles té escrit F-A-T-I (destinació), encara que ho va canviar per L-A-T-I (tarda, endarrerit). Aquest personatge combina els aspectes dramàtic (la seva drogoaddicció) i còmic (sobretot en les seves escenes amb en Hurley).

### Temporada 1
- La seva primera aparició en la sèrie té lloc en el caòtic escenari produït per l'avió estavellat. Ens assabentem del seu nom quan en Sayid l'hi pregunta i li demana ajuda per a encendre un foc.
- Participa en la primera expedició amb en Jack i la Kate, ja que volia recuperar la seva droga.
- També va a la segona expedició.
- Deixa la seva addicció a l'heroïna gràcies a l'ajuda d'en Locke.
- El seu moment més crític a l'illa, va ser quan l'Ethan, el va segrestar i va aparèixer penjat d'un arbre.
- Quan la Claire torna, l'Ethan li ordena que la lliuri o si no anirà matant, un a un, a la resta de supervivents. En Charlie intenta fer tot el possible per mantenir a la Claire al marge, però finalment és utilitzada de cimbell per a atreure a l'Ethan i en Charlie no és acceptat en el grup que hauria de protegir-la. Tanmateix, això no impedeix que aconsegueixi una arma i mati l'Ethan.
- En els últims episodis, amb l'ajuda d'en Sayid rescata a l'Aaron, el qual havia estat segrestat per Rousseau, la francesa. En el transcurs del rescat, cau en un parany de la francesa i rep una ferida sobre la cella que sagna molt. Tot i així, això no el fa desistir i demana a en Sayid que se la curi com si estiguessin al mig d'una batalla. Per això, l'antic soldat li tira pólvora en la ferida i li cala foc, el que produeix un gran dolor a en Charlie i li deixarà una cicatriu.

### Temporada 2
- Ha d'enfrontar-se a la seva addicció a l'heroïna al trobar, en les restes d'un avió, figures religioses que contenien droga.
- En l'últim capítol d'aquesta temporada, després de l'explosió de l'estació Cigne, torna al campament de la platja, però sembla no recordar ress del que ha passat a l'estació.
- Al llarg de la temporada perd la confiança de la Claire, ja que ella creia que estava drogant-se. La seva relació arriba a un punt crític quan en un capítol, en Charlie té visions en les quals se l'avisa que ha de salvar a l'Aaron, de manera que una nit el "segresta" per a batejar-lo, però els altres només veuen el perill en el qual ha posat al nen. Retorna el bebè a la Claire la qual està molt empipada amb ell. A continuació, en Locke li pega, produint-li una ferida que li deixarà cicatriu. Això farà que en Charlie més endavant s'aliï amb en Sawyer per a venjar-se d'en Locke i deixar-lo en ridícul. No obstant això, la seva relació amb la Claire canviarà cap a millor, ja que en els últims capítols es pot veure que, durant l'enterrament d'Ana Lucía i la Libby, ella li agafa la mà i a l'últim episodi es besen.

### Temporada 3
- Segueix sense recordar que va passar a l'estació Cigne.
- Desmond li diu que morirà. Enfronta a la seva mort llançant-se amb una camioneta de la Iniciativa DHARMA trobada per en Hurley per un pendent cap a unes roques i al moment d'estavellar-se, l'antiga camioneta aconsegueix encendre el seu motor i ambdós se salven.
- Desmond li salvarà la vida novament en un viatge a l'interior de la selva on el mateix Desmond ha tingut la visió de què algú vindrà a l'illa. També li salva la vida evitant que caigui en un dels paranys de
- En Charlie mor en una escotilla submarina per una granada d'en Mikhail quan desactiva el bloqueig del sistema de ràdio.
- A pesar que s'ha confirmat que ha mort de debò, en Charlie seguirà apareixent en la sèrie, segurament en flashbacks.

## Claire Littleton

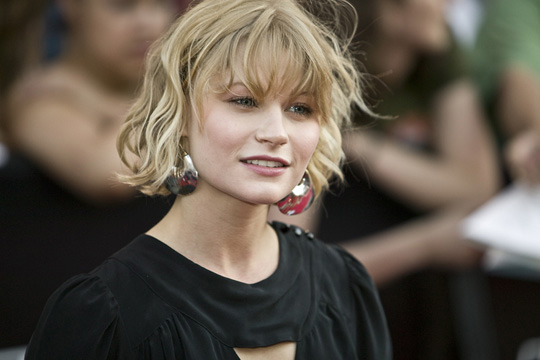
Emilie de Ravin, l'actriu que interpreta a la Claire Littleton a Lost.

A la sèrie de televisió nord-americana Lost, Claire Littleton (representada per l'actriu Emilie de Ravin) és una australiana que anava a bord del vol 815 de l'Oceanic Airlines embarassada del seu ex-nuvi Thomas i que pretén donar en adopció al nadó a causa d'un psíquic que així l'hi havia recomanat. Després de tres setmanes va tornar a anar al psíquic i aquest li va dir que havia de prendre un vol a Los Angeles perquè allà hi havia una parella i que només a ells els podia donar el nadó però el que Claire no sabia era que en realitat no hi havia cap parella a Los Angeles sinó que el psíquic sabia que l'avió que agafaria s'anava a perdre a l'illa i llavors Claire hauria de cuidar del nadó.
Un cop a l'illa es fa molt amiga d'en Charlie Pace una exestrella de rock (la seva banda era Drive Shaft), i al fer una gran amistat amb ell comencen a xerrar sobre totes les coses. Després d'estar dues setmanes a l'illa, Claire és raptada per un home anomenat Ethan Rom i en Charlie tracta de protegir-la però el pengen d'un arbre (encara que no perd la vida) i després de diversos dies Claire es troba amb John Locke (Lost) i Boone Carlyle, però es troba anestesiada i només pot recordar a trossos tot el que li va passar. Després descobreix que la verge que porta en Charlie conté droga i comença a dubtar sobre si hauria de confiar en ell, ja que és addicte a ella i al cap de poc coneix a la Libby que és psicòloga clínica i Claire té visions sobre on va ser raptada i troben una escotilla amb el logotip de Dharma i amb el símbol de la salut sota del nom. En les visions que té Claire, Ethan li injecta un líquid que en l'ampolla surten els nombres 4-8-15-16-23-42, un home li pregunta a Ethan per què no ha portat la llista, després una jove que suposadament és Alex (la filla de Rousseau) l'adorm per a salvar-la dels altres.

## Danielle Rousseau

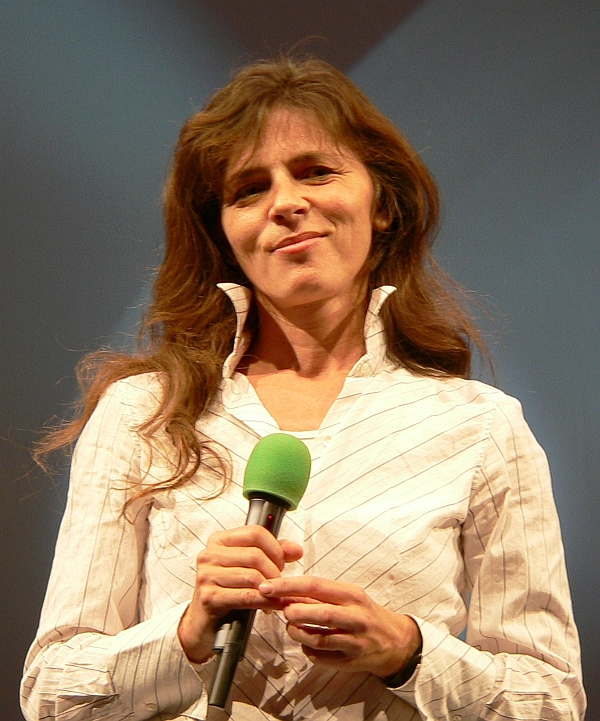
Mira Furlan, l'actriu que interpreta a la Danielle Rousseau a Lost.

Danielle Rousseau és un personatge de ficció de la sèrie Lost (Perduts) interpretat per l'actriu Mira Furlan. Rousseau roman a l'illa des de fa 16 anys, quan la seva expedició científica va captar una transmissió que repetia els nombres "4 8 15 16 23 42" una vegada i una altra. Tots els seus companys d'expedició van morir a causa d'una estranya malaltia, i "els altres" es van dur a la seva filla Alex.
Els supervivents del vol 815 capten una petició d'ajut seva amb un transceptor, i en Sayid aconsegueix trobar-la seguint uns cables que van des de la platja al seu refugi. Rapta al fill de la Claire, per a intentar intercanviar-lo per la seva filla a "els altres", però és perseguida per en Sayid i en Charlie, que aconsegueixen arravassar-li el nen. Posteriorment s'insinua que el va segrestar per a salvar-lo de l'estranya malaltia.
Va torturar a en Sayid creient que era un "dels altres" mentre aquest donava una volta per l'illa.
En la tercera temporada, veu a la seva filla, quan aquesta estava guiant a en Locke cap al submarí. Vacil·la per a anar a trobar-la, ja que no sap com reaccionarà la noia i si l'acceptarà com a mare. Al saber en Ben que l'Alex està contra ell, decideix lliurar-la als nàufrags amb qui està Danielle, amb la qual cosa es produeix el retrobament de mare i filla i el reconeixement d'en Ben davant l'Alex sobre la maternitat de Danielle Rousseau.

## Desmond Hume
Desmond David Hume és un personatge de ficció de la sèrie de televisió nord-americana Lost, interpretat per Henry Ian Cusick (Perú, 17 d'abril de 1967). Es va incorporar al repartiment en la segona temporada de la sèrie. El seu segon nom i el seu cognom estan inspirats en el filòsof escocès David Hume.

### Abans de l'accident
El personatge de Desmond té 38 anys i és natural d'Escòcia. Allà va cuidar els seus tres germans petits a causa de l'absència del seu pare. Desmond va sortir sis anys amb una jove anomenada Ruth, amb la qual estava disposat a casar-se. No obstant això, la setmana abans del casament, se'n va anar de borratxera per por al compromís. Després d'aquesta esbojarrada nit, es va topar amb el Germà Campbell, un monjo del monestir de Eddington, Escòcia. Aquesta trobada el va marcar per sempre, i d'aquesta manera, Desmond ingressar al monestir com novici.
Després d'una trobada poc beneficiós amb el germà de Ruth, Desmond és sorprès bevent vi pel Germà Campbell. Després d'una llarga discussió en la qual el Germà Campbell li va confessar que creia que estava destinat a un objectiu major, Desmond deixa els hàbits, i en ser acomiadat coneix Penny, l'amor de la seva vida.
Desmond i Penny van començar a sortir junts, i van mantenir una relació que va anar creixent amb el temps. Ja l'any 1996, Desmond es prepara per fer el gran salt, conèixer al pare de Penny, Charles Widmore, per demanar-li la mà de la seva filla. Desmond aconsegueix una trobada amb Charles, però la reunió és poc profitosa, i Charles deixa clara una postura de rebuig a la proposició de Desmond. Charles no aprova la relació que té la seva filla amb Desmond.
De tota manera, Desmond va decidir seguir endavant, i quan ja estava disposat a comprar l'anell de compromís va canviar d'opinió. Més endavant, mentre passejava amb Penélope, Desmond es va fer una foto amb ella al costat del riu Tàmesi. En aquest moment, Desmond va creure que Charles Widmore tenia raó, que ell no era gran cosa per a la seva filla, en veure que no podia pagar les cinc lliures que costava la foto. Just després, Desmond va decidir que havia de renunciar a l'amor de la seva vida.
Després de dir-ho a Penny, aquesta va quedar destrossada sentimentalment i Desmond se'n va anar amb un sentiment agut de tristesa. Més endavant, Desmond decidir unir-se a la Guàrdia Reial (Regiment Reial d'Escòcia). Allà arriba al rang de cap, però després és enviat a una presó militar per no "acatar ordres". Va estar un temps a la presó, i en sortir de la mateixa Charles Widmore l'estava esperant. Desmond va acceptar parlar amb el pare de Penélope. Charles va proposar a Desmond que acceptés una gran suma de diners a costa que no intentés posar-se en contacte amb Penélope. Desmond descobreix que, mentre era a la presó, Penélope li va escriure moltes cartes que van ser interceptades per Charles. Desmond enfurismat, no accepta el suborn de Charles i se'n va.
Després d'aquest esdeveniment, Desmond decideix que ha de recuperar l'honor perdut, per la qual cosa vol embarcar-se en una aventura. Es proposa guanyar la fragata mundial que patrocina Charles Widmore. Per a això necessita molt entrenament i un vaixell. Desmond aconsegueix el vaixell, gràcies a una trobada fortuïta amb una dona anomenada Elizabeth (Libby). Aquesta li regala el vaixell, anomenat "Elizabeth" com ella, que pertanyia al seu difunt marit.
A Los Angeles, Desmond entrenar dia i nit. Quan es disposava recórrer tot un estadi, va ser trobat per Penélope. Tots dos van mantenir una conversa, i Desmond li va assegurar que guanyaria la cursa per recuperar el seu honor perdut. Mentre entrenava a l'estadi, Desmond es troba amb un metge anomenat Jack Shephard que està realitzant el mateix entrenament que ell, recórrer tota la grada de l'estadi.
El 2001, concorre la fragata mundial, i Desmond comença el seu viatge. Al Pacífic, Desmond és sorprès per una forta tempesta durant una nit. Desafortunadament es colpeja i cau a l'immens oceà. L'endemà apareix a la platja d'una illa aparentment deserta.
Desmond inconscient, és recollit aquell mateix matí per Kelvin. Aquest porta a Desmond a l'Estació Cigne (una estació de la Iniciativa DHARMA). Allà Desmond descobreix que Kelvin és l'encarregat d'una dura tasca, salvar el món. Aquesta tasca consisteix a prémer un botó d'un ordinador cada 108 minuts. Desmond roman en aquesta estació durant tres anys.
El 22 de setembre del 2004, Kelvin surt a inspeccionar l'exterior, no sense abans posar el vestit de protecció, ja que suposadament a l'exterior un pot emmalaltir i morir. Desmond, cansat d'aquesta situació decideix seguir Kelvin, i descobreix que no li passa res al sortir a l'exterior. Desmond persegueix Kelvin per la costa, i es troba de ple amb el seu vaixell "Elizabeth", ancorat a la riba. Kelvin li explica que li ha arregaldo i que tenia pensat anar-se'n en ell. Kelvin ofereix a Desmond anar-se'n amb ell i deixar l'illa i el botó enrere. Desmond furiós, entén que Kelvin és un farsant i un mentider, i es baralla amb ell. El forzejeo, culmina amb la mort de Kelvin. Desmond, atònit davant el que ha passat, s'adona que ha de tornar a l'estació, ja que els 108 minuts ja estan a prop de complir-i ha de prémer la tecla. Desmond arriba just quan el temps ja ha acabat, això fa que l'electromagnetisme de l'Estació Cigne s'alliberi, i atregui els objectes metàl·lics (inclòs l'avió del vol 815 d'Oceanic Airlines). Desmond triga el temps just a prémer la tecla, perquè l'avió sigui atret prou per l'illa i acabi estavellant.

### Després de l'accident
Desmond contínua vivint a l'Estació Cigne, però l'absència del seu antic company Kelvin i la consegüent sensació de soledat, els records sobre Penny, i el sentiment de desesperació en estar atrapat en aquesta situació, aconsegueixen posar a Desmond a punt de suïcidar. No obstant això, una nit escolta cops a l'escotilla, procedent d'algú de l'exterior. Una sensació d'alegria li fa creure a Desmond que això és un senyal, ja que estava a punt de suïcidar-se. Dies més tard, Kate, Locke i Jack entren per fi en l'escotilla. Desmond defensa la seva base dels intrusos, als quals considera perillosos. Ell els anomena "hostils".
La incursió de Jack a l'escotilla per recuperar Kate i a Locke, fa que l'ordinador rebi un tret i quedi inutilitzat. Causa d'això, Desmond fuig de l'Estació Cigne, i deixa a càrrec de la màquina i del botó als nouvinguts. Afortunadament, amb l'ajuda de Sayid, l'ordinador torna a funcionar i és Locke, a partir d'aquest moment, l'encarregat de prémer el botó.
Mentrestant Desmond ja ha emprès la seva fugida. Desmond tracta de fugir de l'illa a través de "Elizabeth", el seu vaixell, el qual va ser reparat per Kelvin. Desmond no aconsegueix el seu objectiu, ja que navega i navega, però no s'allunya de l'illa. L'electromagnetisme, forma una cúpula de la qual és impossible escapar. Divuit dies després que abandonés l'Estació Cigne, Desmond torna a la costa de l'illa. Jack, Sayid i Sawyer, en veure el vaixell des de la platja, es dirigeixen nedant cap a ell per esbrinar qui és. Allà descobreixen que és Desmond qui està a càrrec del vaixell, el qual va oblidar esmentar en les seves converses amb Locke i Jack que posseïa un vaixell a l'illa.
De nou a l'illa, Desmond roman amb el grup i es dedica només a beure alcohol. Comenta enfurismat Jack seu intent fallit de sortir de l'illa.
Locke aconsegueix un propòsit per a Desmond. Locke li proposa esbrinar què passa si no es prem la tecla. John Locke li assegura a Desmond que és tot un truc, una farsa, i que no passarà res si no es prem la tecla. Desmond es veu atret per la idea, i accepta col·laborar en aquest propòsit. Amb l'ajuda de Desmond, Locke aconsegueix expulsar de la sala de l'ordinador a Eko, el qual s'ha convertit en el nou encarregat del botó. Desmond i Locke veuen passar els minuts, decidits a arribar al final d'aquesta qüestió. No obstant això, Desmond veu els papers que va extreure Locke de l'altra estació de Dharma "La Perla", i descobreix aterrit que va ser ell mateix qui va provocar l'accident del vol 815 d'Oceanic Airlines. Ja que el dia que va morir Kelvin, el 22 de setembre del 2004, va ser quan va passar aquest petit retard a l'hora de prémer el botó. Per tant, Desmond intenta convèncer Locke que premi el botó, ja que tot és cert i pot ser perillós per a tots. Locke, decidit del tot, fa cas omís de les recomanacions de Desmond, i en un atac de fúria destrossa l'ordinador, de manera que quedi inutilitzat per sempre. En complir-se el temps, a Desmond només se li acut una solució, girar la clau que portava Kelvin penjada del coll, que provoca l'expulsió de cop de l'electromagnetisme que acull l'Estació Cigne.
Gràcies a aquesta acció, Desmond aconsegueix salvar la vida a tots. L'escotilla implosionar, mentre el cel es torna d'un color blavós i un ensordidor soroll recorre tota l'illa.
Després d'aquest incident, l'Estació Cigne ha desaparegut per complet, deixant al seu lloc un enorme cràter. Desmond, Locke i Eko, que eren els únics que estaven dins de l'estació quan la clau va originar la implosió, sobreviuen sorprenentment a l'accident.
Ja res serà igual per a Desmond, ja que l'accident ha provocat una mica més en ell, cosa que li ha canviat per dins. El fort electromagnetisme ha provocat que Desmond rebi de tant en tant flaixos, imatges, petites seqüències sobre esdeveniments futurs. Aquesta nova habilitat, farà que Desmond percebi la mort de Charlie en diverses ocasions de formes diferents.
Desmond pronostica l'impacte d'un llamp a la platja, que faria electrocutar a Charlie. També pressent que Claire s'estava ofegant, i que Charlie en un intent per ajudar-mor ofegat al mar. Igualment pronostica que Charlie tractaria d'atrapar una au en unes roques de la costa, i que acabaria caient al mar i colpejant durament contra les roques. De nou, Desmond vaticina que Charlie mor en ser assolit per una fletxa d'una trampa posada per Rousseau. En totes aquestes ocasions, Desmond intervé i li salva la vida.
Al final, Desmond comprèn que no pot evitar sempre la mort de Charlie, i que tard o d'hora aquest hauria de morir. En una de les seves visions, Desmond pressent que Claire és rescatada a través d'un helicòpter, i que això només passarà si es compleix una altra part de la visió, en què veu Charlie ofegar-se en una estació submarina després desactivar un botó.
Desmond l'hi comenta a Charlie, i aquest accepta realitzar aquesta missió, perquè Claire sigui rescatada. Finalment, Charlie amb l'ajuda de Desmond arriba l'estació submarina, i hi ha atrapat per dues noies. Desmond l'allibera dels seus dos captors i de Mikhail. Charlie desactiva el dispositiu mitjançant el qual les comunicacions es veien interrompudes, i entaula conversa amb Penélope que portava temps tractant de mantenir contacte. Quan tot sembla anar bé, Mikhail torna a aparèixer, i provoca una explosió que inunda la sala on aquesta Charlie. Aquest mateix tanca la comporta per salvar la vida a Desmond i perquè la visió del rescat de la Claire es compleixi. Desmond s'observa impotent com Charlie s'ofega.
En el moment de la trista mort de Charlie, Desmond descobreix per un missatge d'aquest, que el vaixell que Naomi afirma, ve a salvar-en nom de Penny, no és tal, ja que Penny mateixa afirma que no coneix cap Naomi, i que no hi ha cap vaixell d'ella esperant prop de l'illa. Amb pressa torna per avisar aquesta dada realment important als supervivents de l'illa, i això, sumat a l'afirmació de Locke, que coincideix amb la certesa que aquells que venen del vaixell no pretendre salvar, fallida al grup en dos, els que romanen amb Jack, segurs que a la fi seran rescatats, i els que, amb Locke, no es fien d'aquests misteriosos individus que arribaran a l'illa. Desmond formarà part del primer grup, el de Jack, però no per creure a aquest, sinó per saber que raó condiciona a Naomi i la seva gent, per afirmar que venen en nom del seu Penny, quan no és cert.
El grup de "rescat" format per Naomi, Charlotte, Daniel, Miles i Frank ha arribat a l'illa i l'helicòpter pilotat per Frank s'ha enlairat de l'illa emportant el cos inert de Naomi, a Sayid i Desmond. Un cop a l'helicòpter i causa d'una tempesta elèctrica, pateix els efectes secundaris de l'entrada / sortida de l'illa. On s'aconsegueix arribar a comprendre en part que és el que pas en el capítol "La teva vida davant els teus ulls". Aparentment l'illa té algunes propietats que combinades amb exposicions a electromagnetisme, pot aconseguir que la consciència d'una persona "salti" a altres moments del temps, pot ser cap endavant (al futur) o cap enrere (el passat), i una vegada que es desestabilitza aquest procés pot causar la mort, ja que aquests salts causen que la consciència no pugui tornar a l'estat actual del cos, durant aquests salts el cos de la persona que el pateix queda en un estat catatònic.
Un cop al vaixell, Desmond descobreix amb Sayid que Michael està a bord, i es fa passar per un trucar Kevin Johnson. Pel que sembla Michael treballa per Benjamin Linus, atorgant a aquest informació sobre la resta de tripulants.
Més endavant, Frank torna de l'illa juntament amb el grup de mercenaris, i Keamy pren el control del vaixell. Desmond veu des de les escales com els guerrillers es preparen per tornar a l'illa, i com Keamy discuteix amb Frank, ja que aquest es negava a portar. Després de l'assassinat del doctor Ray i de Gault, Desmond veu com l'helicòpter s'enlaira del vaixell de càrrega.
Jin, Sun, Aaron i altres supervivents arriben al vaixell de càrrega i són rebuts per Desmond. Finalment Michael arregla els motors i el vaixell pot desplaçar-se, però, alguna cosa interfereix en els circuits de navegación. Desmond aconsegueix trobar el problema: pel que sembla el grup de Keamy ha activat 186 quilos d'explosius C-4. Aquests seran detoandos per un monitor de pols que porta Keamy al braç, que alhora està connectat a un transmissor de ràdio. En el moment que Keamy mori, el C-4 farà explosió.
Jin, Michael i Desmond tracten de desactivar els explosius però és inútil. Michael arriba a la conclusió que en congelar la bateria amb nitrogen líquid, el senyal no arriba a l'explosiu, de manera que els d'una mica més de temps en cas que la llum es posi vermella. Finalment, la llum vermella s'activa, i ja gairebé no queda temps. Desmond surt a la coberta agafant armilles salvavides i dient a tothom que salti del vaixell. Just en aquell precís moment, Desmond veu arribar l'helicòpter, amb Frank, Sayid, Jack, Kate, Aaron i Sun a bord. Desmond crida que no aterren però l'helicòpter perd combustible i no tenen altra opció. Ràpidament Frank restaura el combustible per partir com més aviat millor. Sun insisteix esperar que surti Jin. Mentrestant, a la sala on hi ha els explosius, Michael adverteix a Jin que no queda nitrogen líquid. Michael insisteix a Jin en què es vagi a buscar la seva dona, i l'insta a sortir del vaixell com més aviat millor.
Desmond arregla l'helicòpter amb l'ajuda de Jack i Frank. Kate va a buscar Jin però ja no hi ha temps per més, i Frank posa en marxa l'helicòpter. Jin corre pels estrets passadissos de vaixell a la recerca de la sortida a coberta, però ja és massa tard. L'helicòpter s'enlaira amb el grup a bord, i Jin els crida des de coberta. Frank no pot fer tornar a l'helicòpter, però Sun li ordena que ho faci. Quan els companys intenten calmar Sun, el C-4 explota i el vaixell s'enfonsa en flames. Sun crida horroritzada per la pèrdua del seu marit, mentre Desmond, Jack i la resta no es creuen el que veuen els seus ulls.
De camí a l'illa, el grup de l'helicòpter veu com desapareix l'illa enfront d'ells. Lapidus adverteix que no queda combustible, la resta es prepara per a la col·lisió. L'helicòpter cau al mar i Desmond perd la consciència, però Jack el salva mitjançant tècniques de reanimació, un cop a la llanxa de salvament. Finalment, tots es troben bé a la llanxa de salvament. Frank, Kate, Aaron, Hurley, Desmond, Jack, Sun i Sayid, veuen des de la llanxa com s'acosta un vaixell cap a ells. El vaixell resulta ser l'embarcació de Penélope que rastrejar la darrera trucada que va fer Desmond a Penny des del vaixell de càrrega. L'esperat retrobament a la fi arriba per Penny i Desmond. Vuit anys han estat separats, gairebé quatre dels quals Desmond va estar a l'illa, però al final com ell suposava és rescatat per la dona a la que estima.
Els 6 de Oceanic opten per avançar 3.000 milles i acostar-se a una illa anomenada Membata. Allà reapareixeran i comptaran una història ben diferent de la que va tenir lloc per protegir la resta de companys que s'han quedat atrapats a l'illa. Desmond s'acomiada de Kate, Aaron, Hurley, Sun i Sayid, i més especialment de Jack, amb el qual l'uneix una estreta relació d'amistat en el temps. Jack s'acomiada de Hume amb el "See you in another life, brother", que Desmond ja li va expressar en dues ocasions anteriors, a l'estadi de Los Angeles quan es van conèixer, i quan Desmond va marxar de l'Estació Cigne després de la incursió de Locke.
Un any després, Penny dona a llum inesperadament al vaixell el fill de Desmond, al qual van anomenar Charlie, en honor del seu amic Charlie Pace per haver salvat la vida. D'altra banda, a l'illa, tots els que es van quedar van començar a experimentar salts constants en el temps. Per aquesta raó, Daniel Faraday, va a El Cisne, ja que a causa de l'època aquest sabia que Desmond estaria allà dins. Després de colpejar la porta de l'estació durant 45 minuts, surt Desmond amb una escopeta preguntant per què els cops. Daniel tracta d'explicar el que ha passat i li assegura que ell és l'únic que pot acabar amb els salts i salvar-los, perquè és única i miraculosament especial. En aquest moment el cel comença a il·luminar, senyal d'un altre salt en el temps. Daniel només arriba a dir-li que per salvatge ha d'anar a Oxford per trobar la seva mare, i després desapareix juntament amb el flaix.
Als tres anys de sortir de l'illa, Desmond i Penny estan dormint en el seu veler. De sobte Desmond es desperta sobresaltat, despertant a Penny. Aquest li explica la seva xerrada amb Daniel, al que Penny li respon `` Només va ser un somni, però Desmond li assegura `` No va ser un somni, va ser un record. dit això Desmond puja a la part superior del veler i canvia la seva direcció. Penny li pregunta a on es dirigia, i Desmond li respon que a Oxford.

## Hugo "Hurley" Reyes
Hugo "Hurley" Reyes és un personatge de la sèrie de ficció Lost interpretat per l'actor nord-americà, Jorge Garcia.

### Abans d'arribar a l'illa

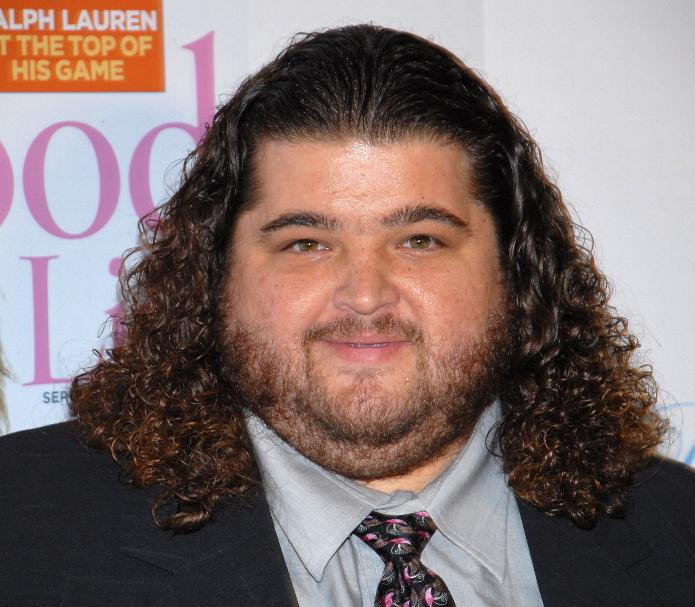
Jorge Garcia, l'actor que interpreta a Hugo "Hurley" Reyes.

És un noi obès que vivia en a Los Angeles. A causa de la seva sobrecàrrega, un moll en el qual estaven ell i 23 persones més s'enfonsa, morint dues persones. Ell es culpa per això, i és ingressat en un manicomi degut al fet que no parla amb ningú, només menja. En el manicomi s'inventa un amic imaginari anomenat Dave, que és qui li insta a menjar a tota hora. El doctor que el tracta li desvela que Dave no existeix, i Hugo decideix acceptar-ho, tancant a Dave fora de la clínica. Al cap de poc, surt de la clínica mental. Guanya 156 milions de dòlars al jugar amb una determinada sèrie de nombres a la loteria. Aquests nombres, 4-8-15-16-23-42, els havia escoltat durant la seva estada a la clínica mental, d'un altre intern, Leonard (Lenny), que assegurava que donaven mala sort, i que estaven maleïts. Ell els havia rebut quan vigilava comunicacions en el Pacífic al costat del seu company.
Encara que Hurley inicialment no el creu, amb el pas del temps acaba adonant-se que la mala sort sembla perseguir-lo: mor un familiar, la seva casa s'incendia, perd al seu millor amic, és detingut per la policia, i fins i tot cau un meteorit sobre una empresa de la seva propietat. Va a Austràlia buscant al company de Leonard, el qual també havia escoltat els nombres. En arribar, descobreix que el seu company està mort. La seva dona li explica que va jugar els nombres en un joc d'atzar en la fira i van guanyar. Després d'això, els persegueix la mala sort. La dona, de totes maneres, no creu que els nombres estiguin maleïts. Després de la infructuosa visita, es disposava a tornar a casa quan el seu avió es va estavellar a l'illa.

### A l'illa
És un personatge que es fa estimar, i que procura dur-se bé amb tots. Hurley comença a descobrir que aquests nombres que ell creu maleïts també estan a l'illa, la qual cosa no fa sinó augmentar la seva por per ells. Estan tant en la transmissió de la francesa, com en l'escotilla de Desmond.
En la segona temporada es descobreix que Hurley tenia un amic imaginari en l'antic centre psiquiàtric on estava, Dave, el qual gairebé li convenç que està somiant i que l'única forma de despertar és llençar-se per un penya-segat de l'illa. Libby el deté a temps, i el convenç que està despert. Amb ella inicia una forta amistat que cap al final de la temporada es converteix en romanç. Aquest serà truncat ràpidament per Michael, que mata a Libby de forma accidental quan intenta alliberar a Henry Gale.
AL final de la segona temporada s'uneix a l'expedició per a trobar als "Altres" i alliberar a Walt. És l'únic d'ells al que els "Altres" deixen escapar després de capturar-lo, amb la intenció que narri l'ocorregut als seus companys, i els infongui por.

## Jack Shephard

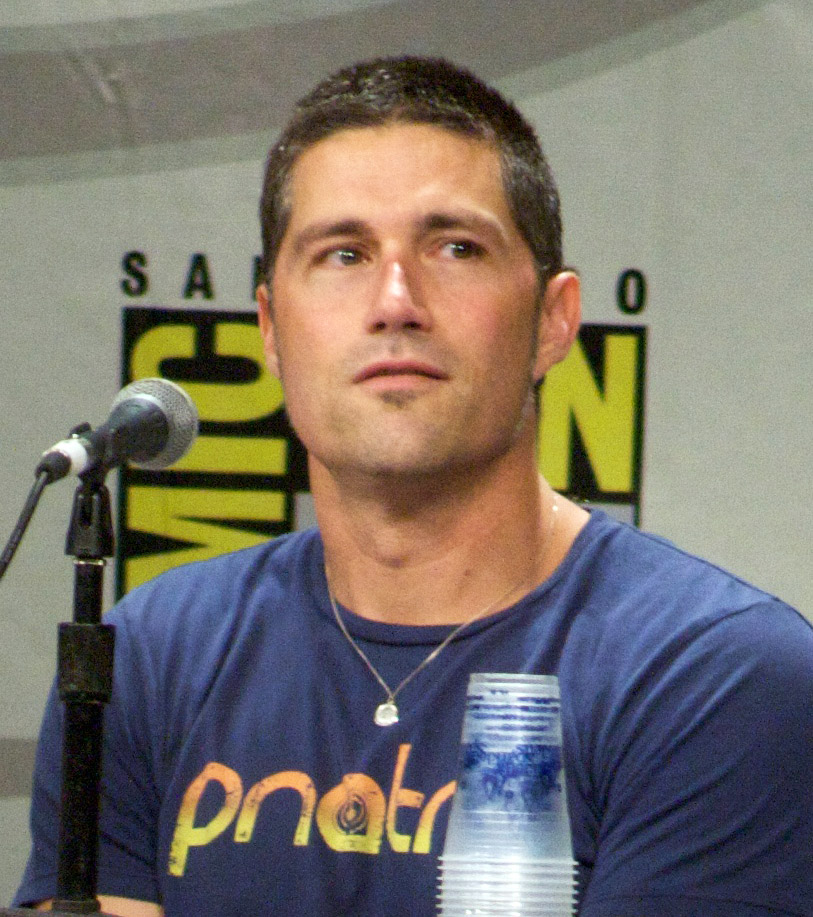
Matthew Fox, l'actor que interpreta en Jack Shephard a Lost.

Jack Shephard és un personatge de ficció de la sèrie de televisió nord-americana, Lost, interpretat per Matthew Fox. Es tracta, sobretot en la primera temporada, d'un dels protagonistes de la sèrie.
No es pot dir que la seva vida hagi estat un camí de roses, ni de bon tros. Ja a la seva infància era acorralat per nens més grans que ell a l'escola, i el seu pare gairebé no li feia cas, sempre immers en la seva professió com cirurgià. Però aquest no era l'únic problema que tenia amb el seu pare, ja que aquest li tenia un cert afecte al Whisky, i poques vegades no es trobava en un estat d'embriaguesa.
Però aquella èmfasi del seu pare per la cirurgia va animar a Jack a seguir amb el gremi, per això quan va tenir ocasió d'anar a la universitat es va graduar en cirurgia medul·lar, cosa que canviarà remotament la seva vida per a sempre.
Segons va anar creixent, ja matriculat i amb el diploma va començar el seu treball en el mateix hospital del seu pare, el qual, amb el pas del temps va anar sent cada vegada més respectat, i algunes vegades ambdós van coincidir en alguna operació de medul·la. Encara que sens dubte la pitjor experiència de Jack Shepard va ser la seva primera cirurgia. Estant com resident va arribar una dona de setze anys, tenia danyada la columna vertebral, però, després de tretze hores quan ja l'anava a tancar, accidentalment li va esquinçar el sac dural (està en la base de la medul·la, és una membrana fina de teixit) i es va obrir de cop i volta, el líquid medul·lar fluïa a dojo, estava espantat, no sabia que fer, pel que va contar fins a cinc, a poc a poc i respirant profundament en cada espai silenciós que hi havia entre nombre i nombre, després de pronunciar cinc va aconseguir tancar el sac dural amb èxit, i després l'esquena, l'operació va sortir a la perfecció.
Uns anys després li va passar una altra estranya situació, ara igual que el seu pare ell era un respectat doctor, i li va arribar el cas d'una dona que havia tingut un accident de cotxe, l'altre afectat havia mort a les 8:15, i casualment es va descobrir que era el pare de Shannon. Aquella dona tenia l'esquena destrossada, era incurable i per descomptat es quedaria invàlida.
Va decidir operar-la tot i així però abans de l'operació va sorgir alguna cosa entre els dos, i per a la sorpresa de tots, l'operació va sortir bé, cosa que semblava impossible, pel que el món es va revolucionar amb el Jack, convertint-se gairebé en llegenda, el millor doctor medul·lar. Però Sarah (la dona de l'operació) li va estar tan agraïda que es va enamorar, i al cap d'uns mesos van tenir lloc les noces.
Poc duraria l'idil·li, Jack tenia els seus dubtes, i a sobre, un any després va arribar un home amb la seva filla a la seva consulta, aquest tenia un tumor terminal a la medul·la, pel que li va demanar a Jack que el curés, ell va acceptar però l'operació no va resultar grata, i l'home va morir. Entre la desesperació de la filla i la de Jack va sorgir un petó entre els dos, però aquí va quedar tot. Quan va arribar a casa i l'hi va explicar a la seva dona, aquesta li tenia una sorpresa preparada, el deixava per un altre home.
A partir d'aquí tot van ser desgràcies:
- El seu pare torna a l'alcohol després d'haver-ho deixat i tot per què el Jack el culpa de ser el nou nuvi de la Sarah.
- Un dia, en una cirurgia d'una dona, el pare estava embriac, i, encara que van cridar al fill que anés a ajudar-li ja era massa tard, pel que la borratxera del pare havia matat a la noia, un temps després, davant el consell, Jack va acusar al seu pare encara que aquest li hagués demanat que l'encobrís. Poc després el van fer fora de l'hospital i li van treure la llicència.
- El pare marxa a Austràlia, i tant el Jack com ell pensaven que l'altre estava empipat, cosa que en realitat no passava. Però el pare no va anar a Austràlia per casualitat, ho va fer perquè allà tenia una filla arran d'una infidelitat anys enrere. Però donat l'alcohol que tenia a la sang va morir i el seu fill va anar a buscar-lo, primer a demanar-li perdó, però ja estant allà es va assabentar del que havia passat.

I amb el taüt i un bitllet del vol Oceanic 815 amb direcció a Los Angeles i embarcant en la Terminal 23 es puja a l'avió, des del qual tindria un accident.

### Després de l'accident
La vida de Jack va millorar relativament en la seva estada a l'illa, en la qual es passarà molts mesos. Però la seva estada va començar així.
Amb una gran ferida a l'esquena li demana a Kate (la seva primera trobada) que li cusi la ferida amb fil de teixir, el caos del seu al voltant era increïble, i una vegada que Kate li cus la gran ferida sorgeix una espurna mútua, pel que a partir d'aquí en totes les seves trobades sorgeixen unes reaccions semblants a les d'uns nens.
Ambdós decideixen anar a la recerca de la part davantera de l'avió, de manera que junts i alguns altres arriben fins allà on descobrixen que mai seran rescatats, i el pitjor, que no estan sols a l'illa, que un monstre d'incògnites aparences, un monstre que va matar d'una forma molt bèstia al pilot.
Encara que al principi va semblar molestar-li tots el van considerar capdavanter, cosa que li va sorprendre, la gent li demanava permís abans de fer alguna cosa com si es tractés d'un pare, però era la seva professió la qual l'havia dut a aquesta situació, era el que curava als ferits, el gran cap, encara que el seu primer pacient es va morir per culpa de Sawyer, al qual la víctima li havia demanat que li disparés amb la seva arma, encara que abans de morir li descobreix a Jack que Kate és una fugitiva, una assassina, encara que Jack, en el fons sabia que no era així es va distanciar amb el pas del temps, deixant-la a un costat. Més tard sorgeixen diverses coses en la vida de Jack, però en la seva primera etapa el més important va ser:
- El descobriment d'unes coves a les quals pretenia dur a tots a viure, però que després de quedar sepultat i sortit airós de la situació va canviar d'idea.
- El descobriment d'algú que no va estar en l'avió els va portar a creure que hi havia una altra civilització a l'illa, una civilització maligna i aterridora, encara que desenvolupada tecnològicament.
- La idea de Michael per construir una bassa va portar al Jack a greus situacions, però això seria més tard.
- L'acostament de Sawyer cap a Kate l'embogeix de gelosia.
- El descobriment de tres coses:

1. Una francesa que porta setze anys vivint a l'illa.
2. El descobriment d'una escotilla.
3. El descobriment d'un vaixell: la Roca Negra.

I el desenllaç acaba amb la desaparició de la francesa, l'ús de dinamita trobada al vaixell i usada per a obrir l'escotilla, on en el seu interior van trobar un home que havia de prémer un botó cada 108 minuts. Després del segrest de Walt (fill de Michael) i el descobriment, a part de la civilització, de la part del darrere de l'avió amb més supervivents, va dur a Jack juntament amb Kate i Sawyer, i per descomptat Michael a atacar als "Altres" (així anomenaven a la civilització que vivia a l'illa), a la recerca del nen. I una gran traïció per part de Michael duu als tres a ser empresonats. A Kate i a Sawyer els posen junts, i a Jack el desplacen: les seves intencions són senzilles.
El líder dels "Altres" tenia un càncer medul·lar, i necessitaven l'ajuda del nostre protagonista, li diuen que si ho fa el deixaran tornar a casa, a la seva veritable casa, i solament accepta en veure per un monitor com la Kate i el Sawyer estan junts i besant-se, s'enfada tant que l'opera surt bé i solament pensa a anar-se'n de l'illa. Però posa una altra condició, que alliberin als seus amics, i així ho fan. Temps després torna la Kate a buscar-lo, però Jack s'havia fet amic dels "Altres" i ara, en un xalet en comptes d'una gàbia de vidre conviu amb ells.
Una dona que es diu Juliet s'enamora de Jack i ell també sent alguna cosa per ella, la Kate gelosa va a salvar a aquest però ell no vol, ja que aviat s'anirà a casa com li havien promés, cosa que al final no succeeix per l'explosió de l'únic vehicle marítim que hi havia, de manera que en Jack i la Juliet van tornar a la platja on vivien tots els supervivents.
Els supervivents desconfiaven de Jack, ja que havia portat a la Juliet, una dels "Altres", van desconfiar d'ell arribant a tenir-li por, però Jack decideix fer un atac a gran escala contra els "Altres", i amb ajuda de bombes de la Roca Negra van aconseguir matar a varis, pel que va sorgir una guerra, una petita guerra en la qual es va trobar amb el líder, al que va pegar fins al desmai de la víctima. Gràcies al Charlie el senyal de ràdio va desaparèixer, i amb una nova ràdio va aconseguir manar un senyal i contactar amb un vaixell. Abans li va fer un petó a la Juliet i li va dir a la Kate que l'estimava en un interval d'un minut.

### Secrets
Encara que no té molts si que es poden descobrir diversos secrets de la seva vida:
- Per descomptat està enamorat de Kate, un secret que encara que pogués sortir a la llum en diversos moments mai va arribar a desvetllar fins passat molt de temps, el dia de la guerra.
- Els primers dies veia al seu pare a tot arreu, ho veia lluny i altres vegades a prop, pensant que eren al·lucinacions va anar a la cerca del taüt, però en trobar-lo va veure que estava buit, pel que mai va saber que passava.
- Aquest últim secret mai el va conèixer, perquè era un secret familiar, la seva germana, la nena fruit de l'amor a Austràlia quan ell era encara un nen. Aquesta es diu Claire i casualment també es troba a l'illa, sent víctima de l'accident igual que tots.

## James "Sawyer" Ford

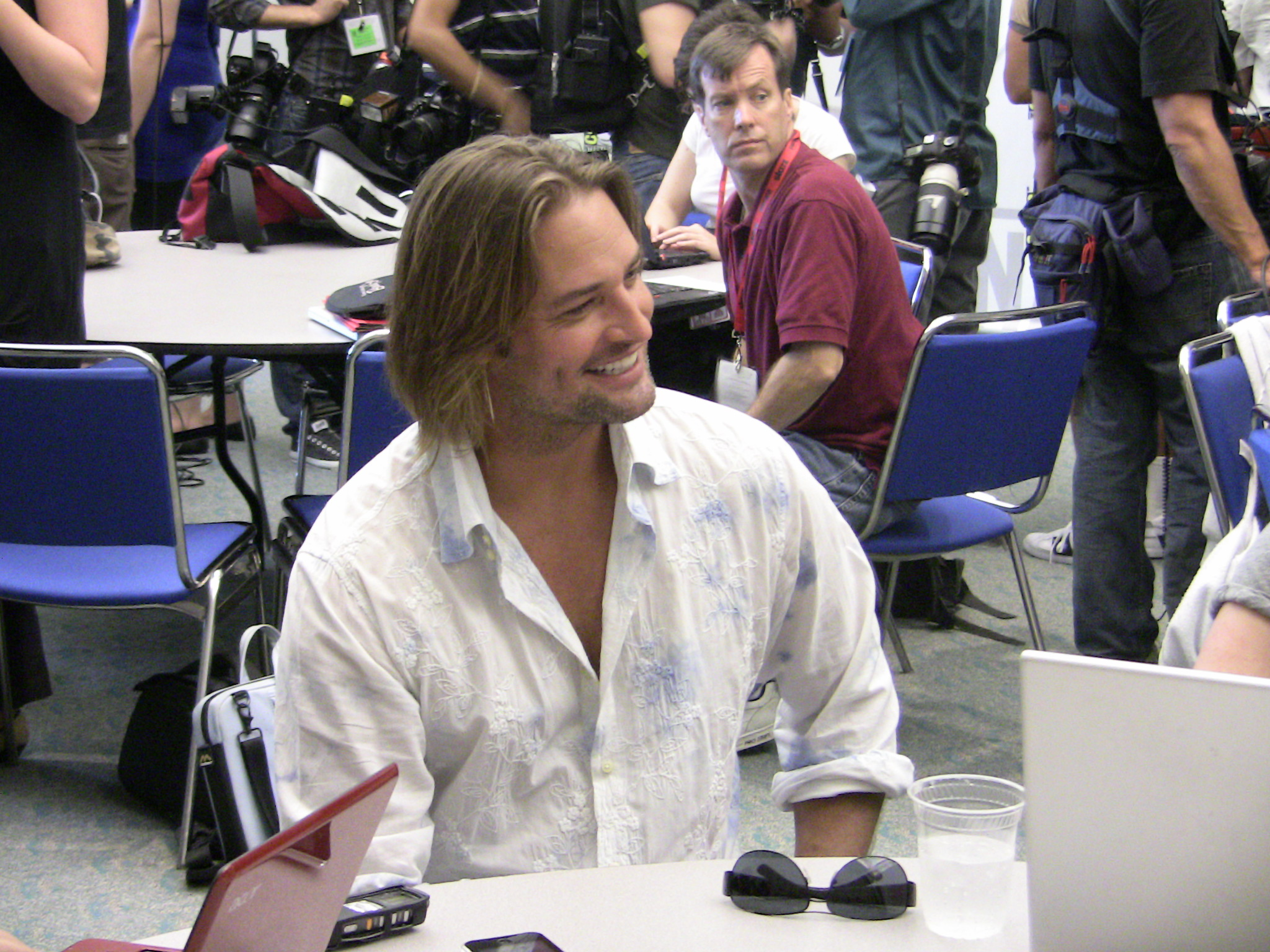
Josh Holloway, l'actor que interpreta en James "Sawyer" Ford a Lost.

James "Sawyer" Ford, personatge de la sèrie nord-americana Lost interpretat per l'actor Josh Holloway. Estafador i de bona vida, ha dedicat la seva vida a buscar a l'home que va arruïnar la seva família. Torna d'Austràlia després d'assassinar un home que suposadament era qui ell buscava. El nom veritable d'aquest personatge no és Sawyer sinó James Ford, però assumeix el nom de l'assassí dels seus pares. Després de l'accident d'avió es dedica a recollir tots els objectes útils que troba abandonats entre l'equipatge per a així poder intercanviar-los amb la gent. Tot i la seva actitud rude i egoista, és capaç de tenir subtils gestos de generositat. Al costat de Jack Shephard i Kate Austen conformen un explosiu triangle amorós. Una peculiar qualitat, és que gairebé sempre sol dirigir-se als altres amb "simpàtics" àlies. És un dels personatges que crea controvèrsia.

### Història
Mentre la resta de supervivents s'agrupa per a tractar de sobreviure Sawyer roman al marge de tots ells. Per a ell el més important és sobreviure i tracta d'aconseguir tot el material de supervivència i menjar possible, fins i tot robant si és necessari. No vol compartir res amb ningú i sol fer intercanvis amb els altres supervivents. Té constants frecs amb els altres i l'única persona per la qual sent certa estima és per Kate doncs sembla l'única que l'entén.
Es descobreix que James "Sawyer" Ford va prendre el nom de la persona que va estafar a la seva mare, seduint-la per a més tard robar els diners al seu marit. Quan el pare de Sawyer es va adonar del que havia fet la seva dona va anar a casa seva i la va matar disparant-li un tir, moments després ell es va suïcidar, James, que era un nen i estava amagat sota el llit, ho va escoltar tot. Va escriure una carta dirigida a l'estafador dient-li que aniria a matar-lo per haver destruït la seva vida. Des de llavors guarda aquesta carta, esperant el dia que pugui matar-lo, i ho assoleix en el capítol 3x19.
Sent ja adult i havent de retornar uns diners a uns "matons" empra la mateixa tècnica que el culpable de la mort dels seus pares. Sedueix a una dona per a aconseguir els seus diners. D'aquesta manera es va convertir en el que més odiava. Des de llavors es guanya la vida així.
Una de les dones que estafa aconsegueix dur-lo a la presó. Estant allà ella el visita per a dir-li que han tingut una filla, concebuda mentre estava portant a terme l'estafa, de la qual ell en un principi renega. Sawyer aconsegueix sortir de la presó obtenint, mitjançant enganys, informació d'un pres per a les autoritats. A més rep una recompensa que destina anònimament a la seva filla.
El motiu pel qual el personatge estava a Sidney és perquè creia saber el parador de l'autèntic Sawyer. Acudeix llavors allà per a matar-lo, però finalment l'home en qüestió resulta ser un deutor dels que li havien passat la informació. Sawyer descobreix massa tard que l'han utilitzat, ja que ja havia disparat a l'home que finalment mor.
La seva relació amb Jack Shephard, el metge de l'illa i un dels líders del grup, és molt difícil perquè els seus caràcters xoquen constantment. Ambdós estan interessats per la mateixa noia i no suporten que l'altre els digui el que ha de fer.
Al final de la primera temporada va intentar salvar al fill de Michael (Walt) de ser raptat pels Altres sense aconseguir-ho i rebent un tir a l'espatlla. Durant la seva convalescència, estant semi-inconscient va reconèixer que estimava Kate.

### Curiositats
- Els actors que actualment interpreten a Hurley i Charlie va provar també d'interpretar al personatge de Sawyer.
- L'actor Josh Holloway va rebre el guió per a l'audició un dia abans de presentar-se al càsting, va equivocar-se en el seu diàleg va donar una puntada de peu a una cadira. Aquest gest va agradar molt als directors perquè van pensar que encaixava amb el personatge de Sawyer i finalment li van donar el paper.
- L'actor va pensar que el seu personatge moriria de seguida a causa del mal caràcter del personatge; no obstant això, s'ha convertit en un dels personatges més famosos.

## Jin-Soo Kwon

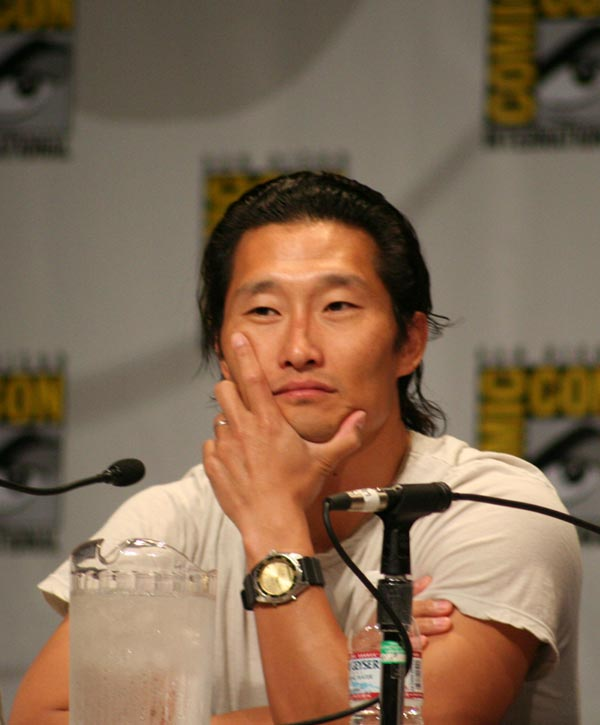
Daniel Dae Kim interpreta a Jin a Lost.

Daniel Dae Kim interpreta a Jin en la sèrie de televisió Lost de la cadena ABC. És un coreà que no sap anglès i que tracta de forma masclista, amb duresa i desdeny, a la seva dona Sun, segurament a causa de la seva ortodoxa educació oriental. Sembla no mantenir el mateix tracte masclista amb la resta de les dones del grup. Tot i això és un home que estima profundament a Sun i la seva forma de ser evoluciona a mesura que passen les setmanes a l'illa.
Després de renunciar a la seva feina en un hotel, l'amo del qual era el pare d'un jove del que Sun es va enamorar després d'un parell de cites programades pel seu pare, Jin coneix a Sun al xocar amb ella en la vora d'un riu per on ambdós passejaven mentre pensaven sobre el seu futur; ella amb una desil·lusió amorosa, ell sense futur econòmic.
El seu passat no és precisament tranquil. Sent l'humil fill d'un pescador d'una llunyana regió a Corea coneix a Sun, filla d'un milionari magnat oriental. La dolçor i la cavallerositat de Jin acaba conquistant a la rica hereva i aviat es comprometen. No obstant això, per a fer-lo oficial, el pare de Sun ha d'acceptar a Jin. Per a sorpresa de la mateixa Sun, Jin és acceptat a canvi de treballar durant un any per al seu futur sogre. Al principi aconsegueix un treball senzill com empleat de la fàbrica, però tan bon punt el pare de Sun li presta diners a la seva filla, decideix donar-li a Jin una feina que no és comú i corrent; ha d'encarregar-se de "advertir" a cops als enemics del seu sogre perquè la seva fàbrica d'automòbils continuï amb les seves pràctiques mafioses.
La mare de Jin és una prostituta de mal cor, que el va abandonar de nen per a continuar amb la seva vida. A l'assabentar-se, anys després, que el seu fill s'havia casat amb una rica hereva, pren contacte amb Sun, la jove esposa, i l'extorqueix demanant-li diners a canvi de no desvatellar el vergonyós origen del seu espòs.

## John Locke

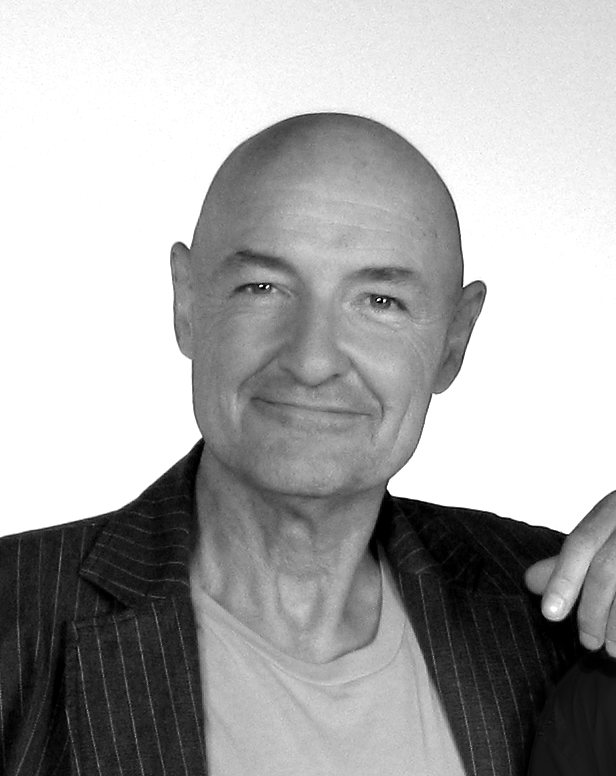
Terry O'Quinn, l'actor que interpreta en John Locke a Lost.

John Locke és un personatge de ficció de la sèrie de televisió nord-americana Lost, interpretat per l'actor Terry O'Quinn. El seu nom fa referència a John Locke, el filòsof anglès.

### Vida
John Locke és abandonat per la seva mare biològica al néixer. És criat amb una família d'acollida, que conformen (almenys) la seva mare adoptiva i una germana anomenada Jeannie. Aquesta última mor al caure d'un gronxador, fet que afecta profundament la seva mare.
Posteriorment, ja com adult, Locke arriba a conèixer a la seva mare biològica, una peculiar dona que li diu que va ser immaculadament concebut. Aquest fet és el desencadenant perquè John vulgui esbrinar el parador del seu autèntic pare, que resulta ser Anthony Cooper, un timador professional que enganya a Locke perquè li cedeixi un dels seus ronyons i després simplement desapareix de la seva vida. Això fa que John caigui en una depressió, pel que decideix sotmetre's a teràpia. En el seu grup de teràpia coneix a una dona anomenada Helen amb la qual arriba a comprometre's, però una nova aparició del seu pare demanant-li un favor per a una de les seves estafes farà evident que John no ha aconseguit tancar aquest capítol de la seva vida. Locke accepta ajudar-lo, la qual cosa ocasiona que Helen se separi d'ell després de descobrir que encara segueix volent tenir contacte amb el seu pare. John amb un gest desesperat li demana matrimoni però ella no accepta.
John acaba vivint una vida solitària, un dia el visita un jove informant-lo de si coneixia Anthony Cooper (el seu pare), ja que tenia sospites que aquest home era un timador que volia estafar a la seva mare, John menteix al negar-ho però després surt a reclamar al seu pare que no s'atreveixi a estafar a la dona, Anthony diu que hi està d'acord, després d'uns dies John s'assabenta que aquell noi que l'havia visitat per informar-lo de les intencions del seu pare, havia estat assassinat. John tenia la certesa que el seu pare estava darrere de tot això, de manera que es dirigeix cap a la residència del seu pare, un apartament situat en un vuitè pis. Després d'un intercanvi de paraules, el pare de John l'empeny contra la finestra, fent que John caigui des d'un vuitè pis i es trenqui la columna, impossibilitant que pugui tornar a caminar.
Locke ara invàlid, comença a treballar en una companyia de caixes (la qual és una de les propietats de Hurley) desenvolupa una "amistat" amb una dona d'un servei d'acompanyants telefòniques, a la qual li dona el nom de Helen (la seva antiga núvia), decideix convidar a Helen a una expedició a Austràlia, aquesta es nega al dir que no pot fraternitzar amb els clients, de manera que decideix anar-hi sol. Ja a Sidney li indiquen que no pot anar a l'expedició per la seva condició d'invalidesa, pel que deprimit i contrariat aborda de retorn a Los Angeles en el vol 815 de l'Oceanic.

### Habilitats
Encara que les ocupacions que ha tingut no es distingeixen per requerir habilitats especials (va treballar com depenent, inspeccionant immobles i com a supervisor regional a una fàbrica de caixes), a l'illa es mostra com un home expert en la caça, el rastreig, i diverses habilitats relacionades amb la superviviència en la naturalesa. Aquestes habilitats van ser apreses quan va conèixer al seu pare biològic i aquest el va ensenyar a caçar. Això fa que des del principi la resta dels supervivents el tractin amb respecte per ser el que millor es desenvolupa, però alhora també amb cert aire de desconfiança i fins i tot de temor.

### Caràcter
Locke és un home enigmàtic i reservat, que actua de manera diferent a la dels seus companys de l'illa. Al llarg de la seva vida ha mostrat una tendència recurrent a creure que està predestinat a alguna cosa important, i que ha de trobar aquest camí que el conduirà fins al seu destí. És una persona assenyada, introvertida i misteriosa, però alhora amb creences espirituals, i que de vegades desenvolupa una intensa fe en allò en què creu. Aquestes postures l'han enfrontat de vegades a un altre dels protagonistes de la sèrie, Jack Shephard, el qual sol basar-se més en la raó i en la ciència per a prendre les seves decisions. A diferència dels altres supervivents, Locke no vol abandonar l'illa. També sol tendir a ajudar a la gent de l'illa, quan aquests demostren tenir algun problema, ja que aparentment, és un home que ho sap tot. El seu mètode és mostrar el "camí" cap a la resolució d'aquest problema.

### Fets destacats a l'illa
- Va poder tornar a caminar "miraculosament" quan l'avió es va estavellar a l'illa.
- Descobreix "l'escotilla", una de les entrades de l'estació "El Cigne" de la Iniciativa Dharma.
- És el primer dels supervivents a estar cara a cara amb el monstre.
- Va descobrir l'estació "La Perla".
- Es va recuperar de ferides i intents d'assassinats.

### Connexions amb altres personatges
- Treballava en una de les fàbriques que era propietat de Hurley.
- El seu pare, Anthony Cooper (alies Sawyer), és el mateix timador que va estafar als pares de James "Sawyer" Ford.
- Va inspeccionar la casa de Nadia, la núvia de Sayid.
- De petit va conèixer a Richard Alpert, persona a la qual tornaria a veure a l'illa.

## Kate Austen

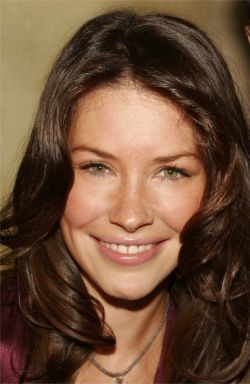
Evangeline Lilly, l'actriu que interpreta la Kate Austen a Lost

Katherine Austen, més coneguda com a Kate és un personatge de ficció de la sèrie de televisió Lost, interpretat per l'actriu Evangeline Lilly.

### Personatge en la sèrie
Kate Austen és una dona complicada. Bella i astuta, indomable però a la vegada, vulnerable. És la primera a l'illa a familiaritzar amb Jack Shephard, després d'ajudar-lo a curar-se un tall a causa de l'accident aeri. En aquest episodi, Jack li va ensenyar un truc per a dominar la por: contar fins a cinc i oblidar-se completament d'ell, encara que aquesta noia no sembla tenir-li por a no-res, o pretén no tenir-lo, oferint-se voluntàriament per a cada expedició realitzada.
Abans de l'accidenti Kate era fugitiva de la justícia. La persegueixen per assassinar al seu padrastre fent explotar la casa en la qual vivia amb la seva mare, encenent el gas de la cuina com detonant explosiu. Va Ser capturada en Sidney gràcies al fet que el granger per al qual treballava la delata per una recompensa de 23.000 dòlars, estava sent custodiada en l'avió pel policia que sempre la va estar perseguint des que la seva Mare l'acusa per l'homicidi, aquest policia resulta molt mal ferit quan l'avió s'estavellà, a causa d'un tros de metall que se li incrustà a l'abdomen, pel que Sawyer li aplicaria una "eutanàsia" poc efectiva; disparant-li en el pit.
Des del començament manté una relació d'amistat amb Jack, encara que tots bromegen sobre ells.Així mateix, comença a tenir una relació especial amb Sawyer, en la qual les baralles i burles sarcàstiques són freqüents. Una relació d'amor i odi, en poques paraules, la qual es concreta en la tercera temporada.
Kate es debat entre Jack i Sawyer. Malgrat haver-se ficat al llit amb Sawyer i pregar-li a Jack que salvi la seva vida operant a Ben (el líder dels altres que té un tumor en la medul·la espinal) es resisteix a fugir amb Sawyer i abandonar a Jack allí, de fet torna a rescatar-lo encara que ell li va demanar que no ho fes. AL final de la tercera temporada la gelosia que sent per l'especial relació d'amistat que sorgeix entre Jack i Juliet, que han aconseguit escapar-se del campament dels altres, la fan tornar amb Sawyer mes per despit que per amor.
Quan Kate veu a Juliet besar a Jack per a acomiadar-se d'ell i anar-se'n amb Sawyer a una missió de rescat, Kate pensa que tot està perdut però poc temps després Jack d'acosta a ella preocupat pel seu estat d'ànim i davant la seva sorpresa el li contesta que es preocupa perquè l'ama. Kate no surt de la seva sopresa però no és capaç de dir res.
Ja en la quarta temporada, es pot veure a una Kate Austen ja fora de l'illa, on en el món civilitzat és jutjada pels crims comesos abans de l'accident aeri. Ella al costat de Jack Shepard, Hugo "Hurley" Reyes, Sayid Farrah i ... ?) són coneguts com "els 6 del Oceanic" (The Oceanic Six) herois que van aconseguir sobreviure a l'accident aeri del qual es creia que no hi havia superivents.
Al final del capítol 4 de la 4a temporada (Eegtown) es pot veure com Kate ingressa a un luxosa casa (comprada amb la indemnització de l'empresa aèria) i aixeca en braços a Aaron (el fill de Claire Littleton que va néixer en l'illa) el qual desconeix qui és la seva mare biològica

### Amors (a la Sèrie)
Kate ha estat, probablement, des del començament de la sèrie, la dona més desitjada en l'illa, sobretot per Jack i per Sawyer.
En la primera temporada Sawyer aconsegueix besar-la després d'un ardit. El fet que inicialment compadeixi a Sawyer fa que ambdós es vagin acostant, encara que l'actitud oberta i descarada d'ell no es vegi corresposta. Jack és el seu gran amic i ja des del principi tots bromegen entorn de la seva relació, però es distancien un poc després de descobrir Jack que ella és una fugitiva.
En la Segona temporada Sawyer admet que l'ama davant de Jack però duu el seu enamorament en secret (de cara a Kate). Jack es besen per primera vegada però es distancia un poc de Kate quan ella fuig després del petó i després li diu que sent haver-la besat al que el contesta "A mi no em sap greu".
En la tercera temporada la relació amb Sawyer es fa més propera en ser empresonats junts i es fiquen al llit en una de les gàbies. Jack veu a través d'unes càmeres la trobada de Sawyer i Kate, el que li fa sentir-se traït. Jack li diu que l'estima.

## Sayid Jarrah

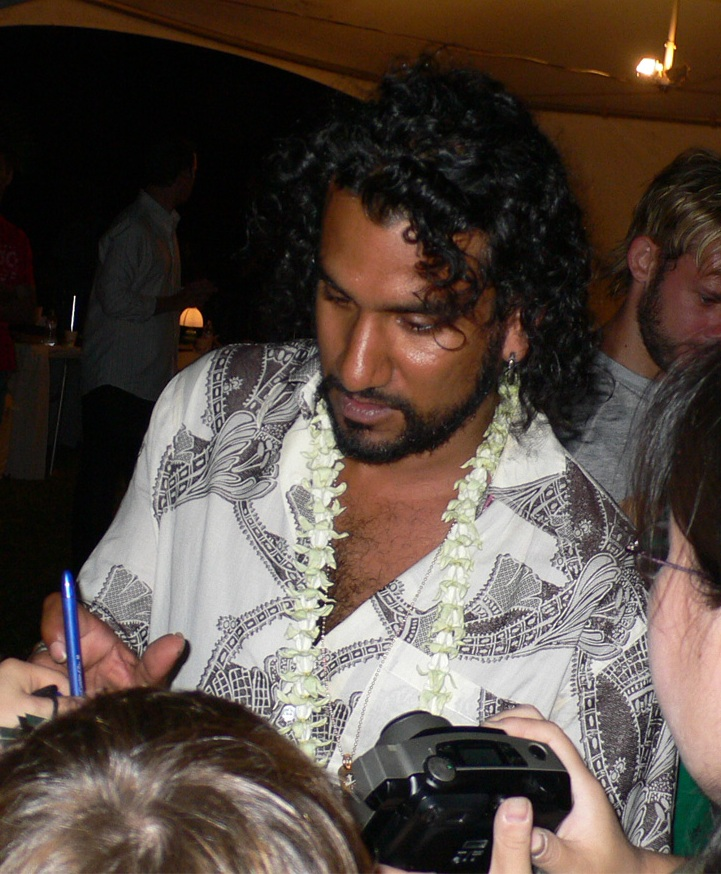
Naveen Andrews, l'actor que interpreta a en Sayid Jarrah a Lost.

Personatge de ficció de la sèrie de televisió nord-americana Lost (Perduts), interpretat per l'actor Naveen Andrews.
Sayid Jarrah, nascut a Tikrit, L'Iraq, el 17 de gener de 1969, formava part de la Guàrdia Republicana Iraquiana com a oficial de comunicacions. Més tard, i gràcies als seus bons dots d'interrogador, va ser traslladat al servei d'intel·ligència, on va extreure informació mitjançant la tortura. Una de les persones interrogades va ser Nadia, una amiga de la infància, a la qual va ajudar a escapar quan la seva superior li va ordenar que la matés. Va jurar que mai més tornaria a torturar a ningú, encara que va trencar la seva promesa.
A l'illa va reparar el transceptor amb el qual es va captar un missatge en francès provinent de la mateixa illa. Posteriorment ho va adaptar per a triangular l'origen del senyal, encara que no va poder, ja que va ser copejat abans de poder descobrir-lo.
Al costat de Jack, va haver de torturar a en Sawyer perquè aquest els digués on es trobava la medicina contra l'asma que pateix Shannon. Penedit i avergonyit, abandona al grup i es va envoltant l'illa amb la intenció de fer un mapa, o això és el que ell diu. És llavors quan descobreix un cable que s'interna en la selva i seguint-lo entra en contacte amb altre habitant de l'illa, Danielle Rousseau, la dona que va gravar el missatge de ràdio. Ella el segresta pensant que és un d'"els Altres" i el tortura perquè li digui on està la seva filla Alex. Després de convèncer-se que no és un d'ells li explica la seva història sobre l'accident aeri.

## Shannon Rutherford

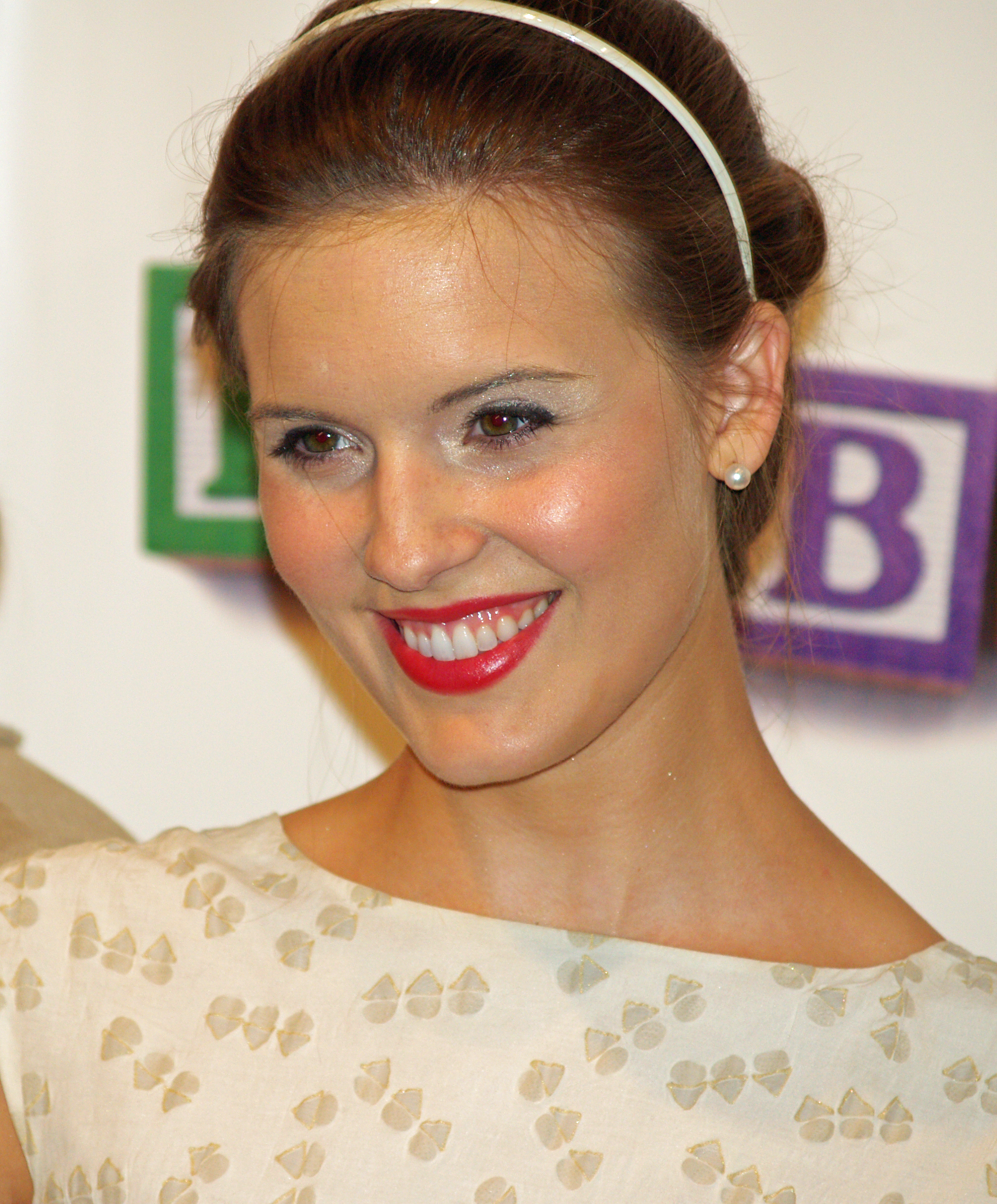
Maggie Grace, l'actriu que interpreta la Shannon Rutherford a Lost

Shannon Rutherford és un personatge de ficció de la sèrie de televisió Lost interpretat per l'actriu Maggie Grace.
Germanastra de Boone, qui en una al·lucinació la va veure morir. Cap altre dels supervivents sap parlar francès, pel que es torna una peça clau per a desxifrar el missatge de Danielle. Pateix d'asma.
Shannon perd al seu pare Adam Rutherford quan ella tenia 18 anys, després de patir un accident automobilístic, ella és professora de ballet i està començant la seva vida independent, però Sabrina (la mare de Boone) després de la mort d'Adam el seu marit, es queda amb tots els diners que aquest havia deixat, sense donar-li la part que a Shannon li corresponia.

### Curiositats
- El pare de Shannon mor a causa d'un accident automobilístic, aquest va ser provocat per una dona anomenada Sara (qui es converteix en l'esposa de Jack). En arribar a l'hospital el pare de Shannon és atès per Jack, però mor malgrat els esforços d'aquest.
- En un capítol, es relata aquesta versió de la història de Shannon, en un flashback es pot visualitzar a Jack passant enfront de Shannon i Sabrina, quan s'assabenten de la mort d'Adam.
- Shannon Rutherford mor en la segona temporada, degut al fet que ella veia a Walt (aquest estava desaparegut). Desesperada pel que veia i buscar una explicació, al costat de Sayid s'endinsen a la jungla, en aquest moment Walt apareix i Shannon corre al seu darrere, però un tir l'impacta a l'estómac, i mor als braços de Sayid, la culpable no és ni més ni menys que Ana Lucía Cortez, que la mata perquè es pensava que era un dels "Altres".
- S'ha confirmat la tornada del personatge de Shannon Rutherford per a la tercera temporada de Lost, segons s'ha afirmat tindrà relació amb un altre personatge de l'illa (va aparèixer en el flashback de la Nikki i en Paulo).

## Sun-Hwa Kwon
Sun-Hwa Kwon, més coneguda com a "Sun", és un personatge de ficció de la sèrie de televisió Lost interpretada per Yunjin Kim.
Sun va assistir a la Universitat Nacional de Seül, amb doble títol en Història de l'Art, però per a desgrat de la seva mare, no torna amb un marit. Un candidat potencial, Jae Llig, sembla sincer però ja té un compromís amb una nord-americana. Poc temps després de saber d'ell, es topa accidentalment amb Jin-Soo Kwon, el seu futur marit.
El seu matrimoni comença amb grans promeses, mentre Jin s'encarrega de convèncer el seu adinerat pare, el Sr. Paik, de les seves intencions. Desconegut per a Sun, no obstant això, el seu pare ha posat una càrrega important sobre Jin a l'exigir que vagi a treballar amb ell. Amb el temps, Jin es torna distant i abusiu, i Sun, buscant escapar del seu fracassat matrimoni, comença a prendre classes d'anglès en secret amb Jae, que ha regressat dels Estats Units després d'acabar amb la seva relació. Encara que al principi sembla que només són amics, aviat es corre la veu que va tenir una aventura amb ell. És descoberta pel seu pare quan entra i sorprèn a Sun i Jae junts en el llit.
El matrimoni de Sun amb Jin és posteriorment empitjora a causa del seu problema de concebre un fill. Sun i Jin van a un doctor, i els explica que ella té un excés de cicatrius de teixit que bloquegen les seves trompes de Fal·lopi, fent-la incapaç de quedar-se embarassada, ni tan sols amb cirurgia. Això fa enfadar a Jin, que creu que Sun sabia sobre la seva condició tot el temps. Més tard, el doctor revisa a Sun i li explica que està en perfectes condicions, que és Jin qui és estèril. Ell tenia por d'explicar-los això originalment perquè Jin treballa per al pare de Sun i aquest podria haver reaccionat de manera violenta.
Jae mor més tard, aparentment es va suïcidar després de ser copejat per Jin, que va ser ordenat pel pare de Sun per a matar-lo per haver-se ficat al llit amb la seva filla (encara que no li conta això a Jin, dient solament que Jae l'havia deshonrat). El "suïcidi" es deu aparentment a la vergonya de Jae per dormir amb una dona casada i perquè no podia tenir a Sun. Afortunadament per a ella, el seu pare decideix que mai li expliqui a Jin l'aventura que va tenir.
Finalment, amb l'ajuda d'una amiga, a Sun se li dona l'oportunitat d'escapar del seu espòs mentre estan a l'aeroport de Sydney. Un simple moment de tendresa per part de Jin mentre esperava a la fila del check-in li recorda el seu amor per ell i decideix no deixar-lo a l'últim minut.

### Connexió amb altres personatges
- Jae Lee: Ell era l'home de la cita que li havien preparat els seus pares. Més tard es va prestar a per a fer-li classes d'àngles.
- Sr. Paik: És el seu pare.
- Jin: És el seu marit.
- Dr. Je-Guy Kim: Metge que va tractar els seus problemes de fertilitat.
- Bpo bpo: Gos que li va regalar Jin.

## The Others
"The Others" ("Els Altres") és el nom genèric amb el qual es defineix a diversos dels personatges de Lost, els quals es trobaven a l'illa abans que s'estavellés el vol 815 de Oceanic Airlines
Es tracta d'una comunitat, que pel que sabem, estan dirigits per Benjamin Linus i duen tota la seva vida en l'illa. No coneixem les seves intencions exactes o les seves motivacions, però pel que sembla sobreviuen en l'illa utilitzant les estructures que DHARMA va deixar enrere.
Segons les seves pròpies paraules només busquen a les bones persones i als xiquets. De fet quan es va estavellar l'avió dos d'ells es van infiltrar amb els supervivents. Ethan Rom va arribar a segrestar a Clarie, en aquest moment embarassada 
El seu líder és el suposat Henry Gale anoment Ben que es va deixar capturar per la francesa per a estudiar als passatgers.
Viuen en una zona residencial en la mateixa illa i controlen a més una segona illa pegada a l'illa de sempre que usen per a dur a terme experiments així com presó. Duen molt temps en l'illa, ja que Ben li diu a Jack que va néixer en l'illa. En la Tercera Temporada Ben li diu a Jack que Déu no pot veure aquesta illa igual que la resta del món. Així sabem que Els Altres coneixen perfectament tots els secrets de l'illa així com les investigacions que va realitzar DHARMA i com sortir i entrar d'ella.
En la Tercera Temporada es descobreix que Ben té un tumor en l'espina dorsal, pel que Juliet (una de "The Others"") li diu a Jack que el mate i que faci semblar un accident. No obstant això Jack l'opera i li salva la seva vida, obtenint a canvi que alliberin a Kate i Sawyer, que en tornar van a la recerca de Jack, al costat de Locke i Sayid.
Alguns "Others" coneguts són:Benjamin Linus, Juliet Burke, Tom, Danny Pickett, Bea Klugh, Alex, Karl, Ethan Rom, Goodwin, Collen, Alpert, Isabel, Adam, Amelia, Mikhail Bakunin, Aldo, Jacob, Ryan Pryce, Bonnie o Gretta.

## Walter "Walt" Lloyd
Walt Lloyd és un personatge de ficció de la sèrie de televisió Lost interpretat per Malcolm David Kelley. Té un gos anomenat Vincent.
Walt és un nen afroamericà de deu anys, fill del dibuixant Michael Dawson. La seva personalitat és introvertida i marcada per les tragèdies que li han succeït en els últims mesos. La mare de Walt és Susan Lloyd, una advocada internacional que es va divorciar de Michael quan Walt era encara un nadó, i es va mudar amb ell a Amsterdam per una oferta de treball. Just abans del segon aniversari de Walt, Susan es va casar amb el seu cap, Brian Porter. Després, quan Michael estava a l'hospital recuperant-se d'un accident de cotxe, ella el visita i li demana que renunciï als drets paternals sobre Michael perquè el seu marit Brian pugui adoptar-lo. Quan Michael veu A Walt per última vegada, abans de recollir-lo anys després a Austràlia, li regala un os polar de peluix.
Nou anys després, Brian busca a Michael, i li explica que Susan ha mort a Austràlia per problemes clínics. Li suplica a Michael que prengui la custòdia del nen i li dona bitllets per a volar a Sydney. Brian revela que mai va voler la custòdia del nen, ja que aquest li fa por. De vegades en la seva presència passen coses. És diferent d'alguna manera.
Casualitats inusuals han passat entorn de Walt. Just abans de la mort de la seva mare, Walt estava estudiant amb un llibre d'ocells nadius, i li diu a Brian que miri l'entrada sobre el cucut. Brian l'ignora, i Walt persisteix, quan de cop i volta un ocell es xoca contra el vidre de la finestra i mor.

### A l'illa
Walt i John Locke estableixen una amistat poc després d'arribar a l'illa. Locke veu alguna cosa especial en el nen, i l'hi diu al pare, però aquest malinterpreta les intencions de Locke.
En un capítol, Walt no escolta al seu pare per estar llegint un còmic en castellà, en el qual es veuen dibuixos de Llanterna Verda, Flash i un os polar. Michael s'enfureix i llança la revista al foc. Després un grup d'exploradors que s'endinsa a la selva de l'illa és atacat per un os polar de debò, davant l'estranyesa del grup per l'atemporalitat de l'os en una illa tropical.
Durant un altre capítol, Walt d'amagat cala foc a la barca que Michael ha estat construint. Locke és l'única persona que se n'adona. El dia abans que la segona barca surti, Walt confessa al seu pare que ell va calar foc a l'altra barca, perquè no volia anar-se de l'illa. Michael (el principal motiu de la qual per a voler anar-se de l'illa era pel seu fill) li diu que llavors no tenen per què anar-se, però ell li diu: "Sí, hem d'anar-nos."
Walt té un gos anomenat Vincent, que era del seu pare adoptiu, Brian. Abans de deixar l'illa, Walt li dona el gos a Shannon. Posteriorment, els Altres destruïxen la barca i segresten a Walt, deixant a Michael, Jin i Sawyer a la deriva en el mar.
Més endavant un xopat Walt s'apareix davant de Shannon, i li murmura alguna cosa incomprensible. S'ha comentat que Walt estava murmurant al revés. Si és realment Walt o una visió no queda clar. El que balboteja al revés Walt és: "No premis el botó, el botó és dolent" o "Prem el botó, cap botó és dolent", encara que la majoria creu més en el segon.
Després, Walt és vist dues vegades per Shannon. La primera vegada, torna a parlar al revés, segons Entertainment Weekly sona a: "Estan venint i estan prop". Quan apareix el segon cop, posa el seu dit índex sobre la boca i fa un so de "sshhh". Després es dona la volta i entra al bosc, Shannon i Sayid el persegueixen. Sayid diu que també l'ha vist.
Més tard, examinant l'equipament dins de l'estació Cigne de la Iniciativa Dharma, Michael descobreix un missatge que diu "Hola?" en la pantalla de l'ordinador de l'estació. Responent i identificant-se pel seu nom, Michael és sorprès i xocat quan li responen, "Papà?" Convençut que la persona a l'altre costat és Walt, Michael contínua comunicant-se amb ell. Pregunta que si està sol, Walt respon que no pot parlar molt perquè "tornen aviat". Walt conclou dient-li a Michael que ha d'anar a algun lloc, que no coneixem perquè Jack entra i talla la comunicació.
Al final de la segona temporada, Michael recupera a Walt, després de lliurar a Jack, Swayer i Kate, a canvi de la qual cosa se li permet fugir de l'illa en una embarcació, amb el seu fill.
Al final de la tercera temporada, Walt apareix breument per a dir-li a John Locke, que ha d'aixecar-se per a complir el seu treball, a pesar que Locke està a punt de morir i va a suïcidar-se.